# Chengde (Kreis)
Der Kreis Chengde (chinesisch 承德县, Pinyin Chéngdé Xiàn) ist ein Kreis der bezirksfreien Stadt Chengde (früher: Jehol, Rehe 热河) in der Provinz Hebei. Der Kreis Chengde hat eine Fläche von 3.695 km² und zählt 388.554 Einwohner (Stand: Zensus 2010). Sein Hauptort ist die Großgemeinde Xiabancheng (下板城镇).